# Sophie Chauveauová
Sophie Chauveauová (* 12. června 1999 Ženeva) je francouzská reprezentantka v biatlonu švýcarského původu a mistryně světa ze závodu ženských štafet z Mistrovství světa 2024.
Biatlonu se věnuje od roku 2013. Ve Světovém poháru debutovala v listopadu 2022 v Kontiolahti, kde ve vytrvalostním závodě dojela na 37. místě.
Ve své dosavadní kariéře nezvítězila ve Světovém poháru v žádném individuálním závodě. Jejím nejlepším individuálním umístěním je druhé místo ve sprintu z Hochfilzenu v prosince 2024. Třikrát triumfovala jako členka francouzské ženské nebo smíšené štafety.

## Výsledky

### Olympijské hry a mistrovství světa
| Sezóna  | Akce | Místo                | SP  | SZ | HZ  | IZ | ŠT | SŠT | SZD | Věk    |
| ------- | ---- | -------------------- | --- | -- | --- | -- | -- | --- | --- | ------ |
| 2022/23 | MS   | Oberhof              | 27. | 9. | –   | –  | –  | –   | –   | 23 let |
| 2023/24 | MS   | Nové Město na Moravě | 4.  | 4. | 18. | –  | 1. | –   | –   | 24 let |

Poznámka: Výsledky z mistrovství světa ani z olympijských her se do celkového hodnocení světového poháru nezapočítávají.

### Mistrovství Evropy
| Sezóna  | Akce | Místo       | SP  | SZ  | IZ  | SŠT | Věk    |
| ------- | ---- | ----------- | --- | --- | --- | --- | ------ |
| 2018/19 | ME   | Raubiči     | 68. | –   | 8.  | 9.  | 19 let |
| 2020/21 | ME   | Dušníky     | 19. | 22. | 55. | 12. | 21 let |
| 2021/22 | ME   | Velký Javor | 20. | 16. | 39. | 4.  | 22 let |

### Juniorská mistrovství
| Sezóna  | Akce | Místo          | SP  | SZ  | IZ  | ŠT | Věk    |
| ------- | ---- | -------------- | --- | --- | --- | -- | ------ |
| 2017/18 | MSJ  | Otepää         | 10. | 20. | 23. | –  | 18 let |
| 2018/19 | MSJ  | Brezno-Osrblie | 5.  | 3.  | 29. | 1. | 19 let |
| 2020/21 | MSJ  | Obertilliach   | 10. | 22. | 33. | 1. | 21 let |

## Vítězství v závodech světového poháru

### Kolektivní
| Č.                           | sezóna    | datum          | místo                            | disciplína      |
| ---------------------------- | --------- | -------------- | -------------------------------- | --------------- |
| 1.                           | 2023/2024 | 7. ledna 2024  | Oberhof, Německo                 | štafeta         |
| 2.                           | 2023/2024 | 10. ledna 2024 | Ruhpolding, Německo              | štafeta         |
| MS                           | 2023/2024 | 17. února 2024 | Nové Město na Moravě, Česko (MS) | štafeta         |
| 3.                           | 2023/2024 | 3. března 2024 | Holmenkollen, Norsko             | smíšená štafeta |
| – závod na mistrovství světa |           |                |                                  |                 |